# إدوارد جورج بوين
إدوارد جورج بوين (بالإنجليزية: Edward George Bowen)‏ (14 يناير 1911 –12 أغسطس 1991) هو عالم فيزياء من المملكة المتحدة قدم مساهمات كبيرة في تطوير الرادار ، الذي ساهم في الفوز في معركة بريطانيا ومعركة الأطلسي . وكان عضواً في الجمعية الملكية .

## عن حياته
ولد إدوارد جورج بوين في 14 يناير 1911 في كوكيت ، بالقرب من سوانسي (ويلز)، لوالديه جورج بوين وإلين آن. يعمل والده عالم معادن في مصنع صفيح في سوانسي. كان إدوارد ذكيًا للغاية ، وحصل على تعليم جيد بفضل المنح الدراسية. منذ سن مبكرة ، طور اهتمامًا كبيرًا بالراديو والكريكيت. تمكن من الالتحاق بجامعة سوانسي ، حيث تعلم الفيزياء والمواد ذات الصلة. حصل على البكالوريا مع مرتبة الشرف الأولى في عام 1930، واستمر في البحث في الأشعة السينية وهيكل السبائك ، ليحصل على درجة الماجستير عام 1931.ثم أكمل بعد ذلك الدكتوراه تحت إشراف البروفيسور إي في أبليتون في كلية كينجز لندن. من أجل بحثه ، أمضى بوين الكثير من عامي 1933 و1934 في العمل على كاشف سمت أنبوب أشعة الكاثود (CRT) في محطة سلاو للأبحاث الراديوية. إلى أن لاحظه روبرت واتسون وات الذي جنده في عام 1935 مما دفعه إلى لعب دور مهم في تاريخ الأيام الأولى للرادار.

## التعليم
تعلم في جامعة سوانسي، وكلية كينجز لندن

## الجوائز
حصل على جوائز منها:
- 1941: وسام الإمبراطورية البريطانية
- 1947: وسام الولايات المتحدة للحرية لمساهمته في المجهود الحربي
- 1950: ميدالية ثورلو من المعهد الأمريكي للملاحة لمساهمتها البارزة في الملاحة البحرية في عام 1950
- 1951: ميدالية الهيئة الملكية للمخترعين في المملكة المتحدة
- 1957: زميل منتخب في الأكاديمية الأسترالية للعلوم
- 1957: دكتوراه في العلوم (فخرية) من جامعة سيدني
- 1962: نائب رئيس الأكاديمية الأسترالية للعلوم ووسام الإمبراطورية البريطانية تقديرًا لإسهاماته في تطوير العلوم في أستراليا
- 1967-1971: رئيس لجنة المرصد الأنجلو-أسترالي المشتركة
- 1971-1973: رئيس مجلس إدارة المرصد الأنجلو-أسترالي
- 1975: زميل منتخب في الجمعية الملكية بلندن[4] He was also awarded the American Medal of Freedom  [لغات أخرى]‏ in 1947.[4]